# Hurv Musik
Hurv Musik är ett svenskt, oberoende skivbolag, startat 1975, baserat i Malung. Bolaget drivs sedan starten av spelmannen Anders Rosén, och har mestadels gett ut svensk folkmusik. Namnet Hurv är taget efter namnet på en familj av polskor som mest förekommer i gränstrakterna mellan Sverige och Norge.
Innan bolaget Hurv Musik startade gav Rosén ut ett par skivor på eget förlag. 1972 kom Västerdalton ut, tillsammans med Kalle Almlöf på etiketten Fjedur (vilken köptes upp av Europafilm). 1973 kom På vandring med Lejsme Per, på etiketten 88.
Första skivan på etiketten Hurv var Forsens låt 1975 med låtar spelade på fiol med understrängar och sopransaxofon.
Etiketten Folia användes på två LP-album med underrubriken ”Polskans historia”. Det är låtar ur gamla notböcker från Polen, Tyskland och Sverige, i försök att spåra polskans ursprung. Några inspelningar med klaverinstrument har också getts ut på Hurv, liksom en serie med historiska inspelningar med svensk folkmusik. På dessa inspelningar medverkar inte Anders Rosén, men på de flesta övriga.
Skivorna innehåller som regel mycket utförliga texthäften.

## Diskografi[3]
- Fjedur FJDLP 72001 – 1972. Västerdalton. Anders Rosén, Kalle Almlöf, Dansar Edvard
- 88-1 – 1973. På vandring med Lejsme Per. Anders Rosén, Olambritt Anna
- KRLP-1 – 1975. Forsens låt. Anders Rosén, Roland Keijser
- KRLP-2 – 1976. Stamp, tramp och långkut. Anders Rosén, Kalle Almlöf, Britt Johan, Målar Lennart mfl
- KRLP-3 – 1977. Sen dansar vi ut. 2LP. Arbete & Fritid
- KRLP-4 – 1979. Låtar. Anders Rosén, Ove Karlsson
- KRLP-5 – 1984. Ställer an en Polskner dans. Polskans historia del 1. Convivium Musicum, Sven Berger, Tommie Andersson, Karin Jonsson-Hazell. Svenska fonogrampriset 1985
- KRLP-6 – 1988. Opp med snälla snabba fötter. Polskans historia del 2. 2LP. Convivium Musicum, Sven Berger, Tommie Andersson, Helena Ek
- KRLP-7 – 1985. Kom du min Kesti. Originalduetter från 1700- och 1800-talens spelmansböcker. Anders Rosén, Ulf Störling, Kjell   Westling
- KRLP-8 – 1986. Kärleksfiol – klang av understrängar. Pelle Björnlert & Anders Rosén. Svenska fonogrampriset 1986
- KRLP-9 – 1986. Mig lyster till att sjunga, visor i Dalarna. Erik Röjås, Prest Olle, Helmy Hansson, Målar Lennart mfl
- KRLP-10 – 1988. I polskatagen. Ulf Störling
- KRLP-11 – 1987. Utsocknes låtar. Utdansbandet
- KRLP-12 – 1988. Lejsmelekar. Anders Rosén, Roland Keijser
- KRK-1 – 1988. Spelmansmenuetter. Kassett. Ulf Störling, Anders Rosén
- KRLP-13 – 1989. Sågskära. Sågskära
- KRLP-14 – 1990. Folksax anfaller! Bröderna Blås
- KRCD-15 – 1992. Hurv! Låtar från Särna. Anders Rosén
- KRCD-16 – 1994. I hambotagen. Ulf Störling, Anders Rosén, Kjell Westling
- KRCD-17 – 1994. Troskarilekar. Anders Rosén, Kalle Almlöf, Målar Lennart, Hars Åke
- KRCD-18 – 1994. Hopp tussilunta – Särnalåtar 2. Anders Rosén, Per-Olof Moll, Kalle Almlöf
- KRCD-19 – 1996. Tagelsträngalåten, låtar från Älvdalen. Kristina Ståhl Cedervall, Haga Anders Rosén
- KRCD-20 – 1998. Från logar, skogar, zigenarläger och cirkustält. Wille Toors, Göte Lindström, Hans Rosén m.fl.
- KRCD-21 – 1998. Stockholmsklaver. Ingrid Grudin
- KRCD-22 – 1999. Gästrikelåtar och lite till. Gunnar Persson, Anders Larsson
- KRCD-23 – 1998. Dance minuets 1730–1801 / Spelmansmenuetter. Återutgivning av KRK-1
- KRCD-24 – 1998. Fiddle tunes from Orsa 1. Gössa Anders & Anna, Orsa spelmanslag
- KRCD-25 – 2000. Fiddle tunes from Orsa 2. Gulis Erik, Gössa Anders m.fl
- KRCD-26 – 1999. Fäbodmusik från Malung – Pastoral music from Malung.
- KRCD-27 – 2000. Silverbasharpa 1. Sigurd Holmberg
- KRCD-28 – 2002. Fäbodmusik – Skogens magiska sång.
- KRCD-29 – 1999. Claude Debussy. Marie Bengtson, piano
- KRCD-30 – 2001. Traditional hymn-singing from Gammalsvenskby. Anders & Maria Hoas
- KRCD-31 – 2002. Kringliga låtar (efter Snickar Erik Olsson). Ulf Störling, Roland Keijser
- KRCD-32 – 2002. Kvarplekar. Låtar på klarinett från Västerdalarna. Roland Keijser & Anders Rosén
- KRCD-47 – 2003. På vandring med Lejsme Per. CDR. Återutgivning av 88-1
- KRCD-33 – 2003. Fiddle tunes from Hälsingland. Erik Löf, Lars Fredriksson, Lillback Per Olsson, Olles Jonke, Myr Hans
- KRCD-34 – 2003. Fiddle tunes from Rättvik, Boda and Bingsjö. Nylandspojkarna, Päkkos Gustaf, Päckos Helmer, Fräs Erik m.fl.
- KRCD-35 – 2004. Fiddler from Rättvik. Perols Gudmund Olsson
- KRCD-36 – 2004. Från min utsiktspunkt. Anders Rosén
- KRCD-37 – 2004. Som en fjäril – Silverbasharpa 2. Otto Larsson
- KRCD-38 – 2005. Dragspelare från Dalarna, kommersiella utgivningar 1909–48. Jularbo, Gylling, Granström m.fl.
- KRCD 39 – 2006. Ekor Anders spelar och berättar. 2CD. Ekor Anders Andersson, Sven Per & Sven Lars Larsson
- KRCD-1 – 2006. Forsens låt. Återutgivning av KRLP-1
- KRCD-40 – 2007. Sonator för cembalo av H.P. Johnsen. Mayumi Kamata
- KRCD-41 – 2006. Tolv Manne - spelman från Älvdalen. Elg Emanuel Andersson
- KRCD-42 – 2007. Äldre spelmän från Malung. Herman Strömberg, Troskari Mats
- KRCD-43 – 2007. Trollekar. Roland Keijser, Anders Rosén
- KRCD 44 – 2008. Den ljusblå leken. Västerdallåtar från Transtrand till Nås. Anders Rosén, Jonas Åkerlund
- KRCD-12 – 2009. Lejsmelekar. Återutgivning av KRLP-12
- KRCD-45 – 2012. Skymningslek. Anders Rosén, Jonas Åkerlund
- KRCD-46 – 2012. Västerdalton. Återutgivning av FJDLP-72001
- KRCD-3 – 2013. …sen dansar vi ut. 2 CD. Återutgivning av KRLP-3 (dubbel-LP)
- KRCD-47 – 2014. På vandring med Lejsme Per. Återutgivning av 88-1
- KRCD-2 – 2015. Stamp, tramp och långkut. Återutgivning av KRLP-2
- KRCD-48 – 2016. Anders Spelman i vilt tillstånd. Anders Rosén (insp. 1974)
- KRCD-49 – 2016. Anders Spelman - Mina drömmars musik. Anders Rosén (insp. 1976–78)
- KRCD-50 – 2019. Hälsningar. Anders Rosén, Jonas Åkerlund
- KRCD-51 – 2022. Rent spel och klara fönster - Lejsme Pers låtar 1. Anders Rosén, Jonas Åkerlund
- KRCD-52 - 2023. Sköt du dina böner, jag sköter mina - Lejsme Pers låtar 2. Anders Rosén, Jonas Åkerlund
- KRCD-53 - 2024. Enda trösten - Lejsme Pers låtar 3. Anders Rosén, Jonas Åkerlund